# János Kiss
János Kiss (ur. 24 marca 1883 w Erdőszentgyörgy, zm. 8 grudnia 1944 w Budapeszcie) – węgierski generał.

## Życiorys
Pochodził z seklerskiej rodziny żołnierskiej. Ukończył szkołę kadetów w Nagyszeben w 1902, po czym otrzymał stopień chorążego kadetów. Brał udział w I wojnie światowej, po jej zakończeniu służył w armii węgierskiej. W 1929 otrzymał stopień pułkownika. Sprawował dowództwo nad 5 pułkiem honwedów (1928–1932) oraz nad I Brygadą Rowerową. W 1936 został awansowany na generała i przydzielony do Naczelnego Dowództwa Armii Węgierskiej, zaś w 1938 w randze generała dywizji został inspektorem piechoty Naczelnego Dowództwa. Rok później przeszedł na stan spoczynku w proteście przeciwko proniemieckiej orientacji dowództwa węgierskiego.
Był przyjacielem Endre Bajscy-Zsilinszkyego. Wiosną 1944 opracował plan strategiczny, zgodnie z którym w razie zajęcia Węgier przez Wehrmacht armia węgierska miała wycofać się na Bałkany i dołączyć do jugosłowiańskiego ruchu oporu. Gdy w październiku 1944 na Węgrzech przejęli władzę strzałokrzyżowcy, został mianowany na dowódcę wojskowego w kierowanym przez Bajcsy-Zsilinszkyego konspiracyjnym Węgierskim Narodowym Komitecie Powstańczo-Wyzwoleńczym. Kiss opracował plan powstania wojskowego w Budapeszcie, nim jednak do niego doszło, strzałokrzyżowcy wpadli na trop komitetu. 22 października 1944 Kiss wraz z innymi członkami komitetu został aresztowany. W więzieniu przez dwa tygodnie był brutalnie przesłuchiwany, po czym Trybunał Wojenny skazał go na karę śmierci, którą wykonano.
W marcu 1945 został pośmiertnie awansowany do rangi generała broni.